# Port lotniczy Boende
Port lotniczy Boende (IATA: BNB, ICAO: FZGN) – port lotniczy położony w Boende, w Prowincji Równikowej, w Demokratycznej Republice Konga.

## Linie lotnicze i połączenia
| Linia Lotnicza                 | Kierunek                |
| ------------------------------ | ----------------------- |
| Compagnie Africaine d'Aviation | 1. Kinszasa 2. Mbandaka |